# トリナ・ロビンス
- Trina Robbins
- トリナ・ロビンス[1][2]
- トリナ・ロビンズ[3]

トリナ・ロビンス（Trina Robbins、1938年8月17日 - 2024年4月10日）は、アメリカ合衆国の漫画家、コミック研究者、フェミニスト。
ニューヨーク市ブルックリン生まれ。米国で1960年代に始まったアンダーグラウンド・コミック運動に関わった作家の中でも女性としてもっとも影響力が高く、「アンダーグラウンド・コミックの女王」と呼ばれた。ロビンスが発刊に関わった It Ain't Me, Babe Comix（1970年）や Wimmen's Comix（1972年-1992年）は女性によって制作・出版された最初のコミックだった。
1980年代からは大手出版社でスーパーヒーロー・ジャンルの作品に携わり始め、DCコミックスで『ワンダーウーマン』の作画を女性として初めて手掛けた。1990年代以降は著述活動が主体となり、女性コミック史に関する先駆的な著作を残している。また女性によるコミック創作や女性読者を振興する活動を国際的に行っている。2013年にアイズナー賞殿堂入り。

## 来歴

### 生い立ち
1938年、ニューヨークに生まれる。旧姓はパールソン。ユダヤ系の両親は教師とジャーナリストで、父親は急進的社会主義者だった。ロビンスは両親からリベラルな道徳観を教えられた。幼少期は探偵ものコミック『ザ・スピリット』のほか、ターザンの女性版「ジャングルの女王シーナ」を筆頭にワンダーウーマンやメアリー・マーベルのような女性主人公の冒険もの、「パッツィ・ウォーカー」や「ミリー・ザ・モデル」のような少女もの作品を愛読していた。高校に入るころいったんコミックを卒業したが、青年期にはジャック・カービーやスティーヴ・ディッコがマーベル・コミックスで描いていたサイケデリックなスーパーヒーロー作品によって関心を再燃させた。
1950年代から1960年代にかけてSFファンダムで活発に活動し、ヒューゴー賞ファンジン部門を受けた『ハバクク』誌などでイラストレーションを発表した。クイーンズ・カレッジやクーパー・ユニオンで芸術を学んだがドロップアウトした。ロサンゼルスで雑誌のヌードモデルをしている間に出版人ポール・ロビンスと結婚した。ロビンスとの結婚生活中に服装制作を仕事にするようになり、10年ほどで離婚するとニューヨークに戻って「ブロッコリー」という名のブティックを開いた。店は芸術家の溜まり場となった。

### コミック
1965年にアンダーグラウンド新聞『イースト・ヴィレッジ・アザー』と出会い、大麻やサイケデリック文化を扱ったコミック・ストリップに新鮮な魅力を感じた。ロビンスは同紙に「ブロッコリー」の宣伝スペースをもらい、そこにコミックを描き始めた。タブー破りの題材と、子ども向けコミックの無邪気さを兼ね備えた作風だった。同紙から派生したタブロイド判のコミック紙『ゴシック・ブリンプ・ワークス』（1968年-1969年）にも寄稿した。1969年、ウォレン・パブリッシングの長寿キャラクターとなる『ヴァンピレラ』第1号（フランク・フラゼッタ画）で主人公のコスチュームをデザインした。同年に第二波フェミニズムに触れ、生涯にわたる影響を受けることになる。またこのころ、西海岸で活動を始めていたロバート・クラムの『ザップ・コミックス』を知り、慣習にとらわれない自由なコミックに衝撃を受けた。
1970年にアンダーグラウンド・コミック運動の発信地だったサンフランシスコに移り、フェミニスト系の新聞 It Ain't Me, Babe（→「私そういう女じゃないから」）でイラストレーションを描いた。しかしアンダーグラウンド・コミックブック執筆者（出版者）のサークルにはなかなか迎え入れられなかった。ロビンスはそれが、男性がほとんどを占めるアンダーグラウンド・コミック界の性差別によるものだと考えた。運動の中心人物だったクラムの作品にも女性嫌悪が見られると主張しており、「人々がクラム作品の恐るべき暗黒面に敢えて目を向けようとしないのは異様に思える。[…] レイプと殺人のどこが面白いというのか？」と書いている。
ロビンスは同じ立場だったバーバラ・メンデスとともにワンショット（単号）のコミックブック It Ain't Me, Babe Comix（1970年）を刊行した。女性のための女性像を提示するメッセージ性の強い作品だった。編集から制作まで女性だけによるコミックブックとして米国初の作品であり、コミック史に転機をもたらしたと評価されている。同誌の好評を受けて、同じ出版社から女性作家の作品発表の場となるレギュラー誌 Wimmen’s Comixが1972年に創刊され、ロビンスも立ち上げに携わった。創刊号に掲載されたロビンスの短編 "Sandy Comes Out"（→サンディのカムアウト） はコミック・ストリップ史上初めてポルノグラフィではないオープンなレズビアン女性を描いていた。Wimmen’s Comix はその後20年近くにわたって刊行され続け、多くのフォロワーを生み出した。
1970年代半ばにはアンダーグラウンド・コミックの販路だったヘッドショップ（マリファナ喫煙具などを販売するヒッピー文化の小売店）が衰退し、ロビンスも活動の場をほかに求め始めた。1976年の Wet Satin; Women's Erotic Fantasies は女性によるエロティカだったが、わいせつ物として批判を受け1号限りで終わった。1978年の Mama! Dramas は、ロビンス自身を始めとするシングルマザー作家の体験談を集めたアンソロジーだった。1980年代前半、サックス・ローマーの Dope やタニス・リーの『銀色の恋人』のような小説作品のコミック化を手掛けた。

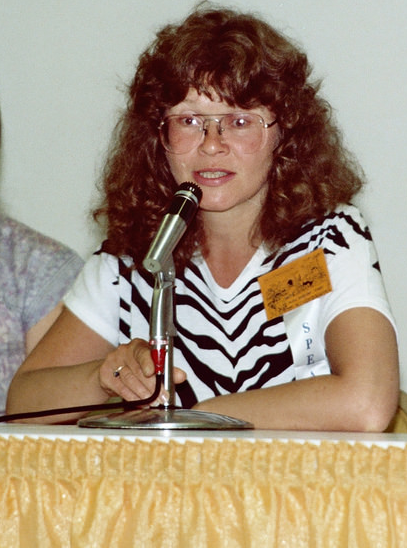
1982年のサンディエゴ・コミコンでコミックと女性についてのパネルに参加した。

1980年代には米国の大手出版社にはたらきかけて女性向け作品を出そうと試みた。マーベル・コミックス社では子供向けインプリントであるスター・コミックスで『ミート・ミスティ』（1986年）全7号を描いた。マーベル社の古い少女キャラクター、ミリー・ザ・モデルが成人してモデル事務所を経営し、姪のミスティを育てるというリメイク作品だった。DCコミックスでは看板キャラクターの一人ワンダーウーマンを描いている（後述）。次いで1987年から翌年にかけて独立系出版社イクリプス・コミックスでも全8号のティーン向けシリーズ『カリフォルニア・ガールズ』を出した。しかし当時の米国では男性顧客中心のコミック専門店が流通の主体となりつつあり、これらの少女向けタイトルは大きな売り上げにつながらなかった。この時期からしばらくの間、「女性はコミックを読まない」という風潮がコミック界に定着した。
1990年、中絶の権利をテーマとした全米女性同盟のためのチャリティ・コミック Choices: A Pro-Choice Benefit Comic Anthology for the National Organization for Women を編集し、ロビンス自身の出版レーベル（アングリー・イシス・プレス）から刊行した。寄稿者はほとんどが女性で、アンダーグラウンド系、オルタナティブ系、クィア系、メインストリーム系、コミック・ストリップ系の錚々たるコミック作家が集められていた。
1990年代の初め、コミック界の時流から外れたと感じて作画家としての活動を止め、原作や活字本の執筆を主体にし始めた。2000年、少女読者に向けた1960年代レトロ風味のスーパーヒーロー・シリーズ GoGirl! を出した。ロビンスが原作を書き、主にアン・シモンズが作画を担当した。イメージ・コミックスから5号が発行された後にダークホース・コミックスに移籍し、2006年まで刊行が続けられた。2010年、1950年代に作られた女性私立探偵ハニー・ウェストのコミックシリーズ全7号の原作を書いた。2000年代に日本漫画の英訳出版が盛んになると、ビズメディアから刊行された少女漫画作品のダイアログ（英訳文のリライト）を手掛けた。

#### ワンダーウーマン
ワンダーウーマンに公式に手掛けたのは1986年からだった。当時DCコミックスは『クライシス・オン・インフィニット・アース』で自社のシリーズ全体をリローンチしたところだった。ワンダーウーマンが旧シリーズから新シリーズに切り替わる合間に、カート・ビュシークの原作、ロビンスの作画で全4号のリミテッドシリーズ『ザ・レジェンド・オブ・ワンダーウーマン』が出た。ゴールデンエイジにまで遡るワンダーウーマンの歴史へのオマージュだった。ワンダーウーマンを女性が描いたのはロビンスが初めてだった。リローンチ後の『ワンダーウーマン・アニュアル』第2号（1989年）にはロビンスが作中人物として登場している。
1990年代の半ば、作画家マイク・デオダートがワンダーウーマンを「バッドガール」風に描写するのを批判し、「ほとんど裸の性的過ぎるピンナップ」と呼んだ。1990年代の後半にはコリーン・ドランとの共作でドメスティックバイオレンスをテーマにした『ワンダーウーマン: ザ・ワンス・アンド・フューチャー・ストーリー』を書いた。

### 執筆と言論活動
コミック以外にも、女性コミック史研究の第一人者として多くのノンフィクション書籍を書いている。最初の一冊であったキャサリン・アイロンウォードとの共著 Women and the Comics（1983年）は、女性コミック作家の歴史を再発見する内容で高く評価された。それ以降の著作には以下のような例がある。
- A Century of Women Cartoonists（キッチンシンク、1993年）
- The Great Women Superheroes（キッチンシンク、1997年）
- From Girls to Grrrlz: A History of Women’s Comics from Teens to Zines（クロニクル、1999年）
- The Great Women Cartoonists（ワトソン＝ガプティル、2001年）

近著にはファンタグラフィックスから2013年に刊行された Pretty In Ink がある。ローズ・オニールによる1896年のコミック・ストリップ "The Old Subscriber Calls" から現在に至るまで北米コミック界の女性史を書いた本である。そのほか過去のコミックの復刊も行っている。
1994年にはほかの発起人とともにコミック読者やコミック業界人に女性を増やすことを目的とする団体フレンズ・オブ・ルルを創立した。
2006年、ウィーンのセセッション・ギャラリーにおいて、米国コミック史上の女性作家の作品を展示する "She Draws Comics" のキュレーションを行った。この展示はヨーロッパ各国のほかニューヨーク、サンフランシスコ、京都でも開催された。
フェニミズムの歴史を扱った2014年の映画 She's Beautiful When She's Angry（→怒っているとき彼女は魅力的）にはロビンスが登場している。

## 私生活
1960年代にはロックシーンと密接に関わり、ジム・モリソンやバーズと交友を持っていた。ジョニ・ミッチェルの曲「レディズ・オブ・ザ・キャニオン」の歌詞に登場する3人の女性の1人はロビンスである。1960年代の後半にはイースト・ヴィレッジで「ブロッコリー」という店名のブティックを経営し、ママ・キャス、ドノヴァン、デヴィッド・クロスビーのような歌手のために衣装を制作していた。
1975年以来サンフランシスコ在住。伴侶はコミック作画家のスティーヴ・レイアロハ。2017年にファンタグラフィックスから回想録 Last Girl Standing が出ている。
2024年4月10日に脳卒中との闘病の末に死去。85歳没。

## 受賞と社会的評価

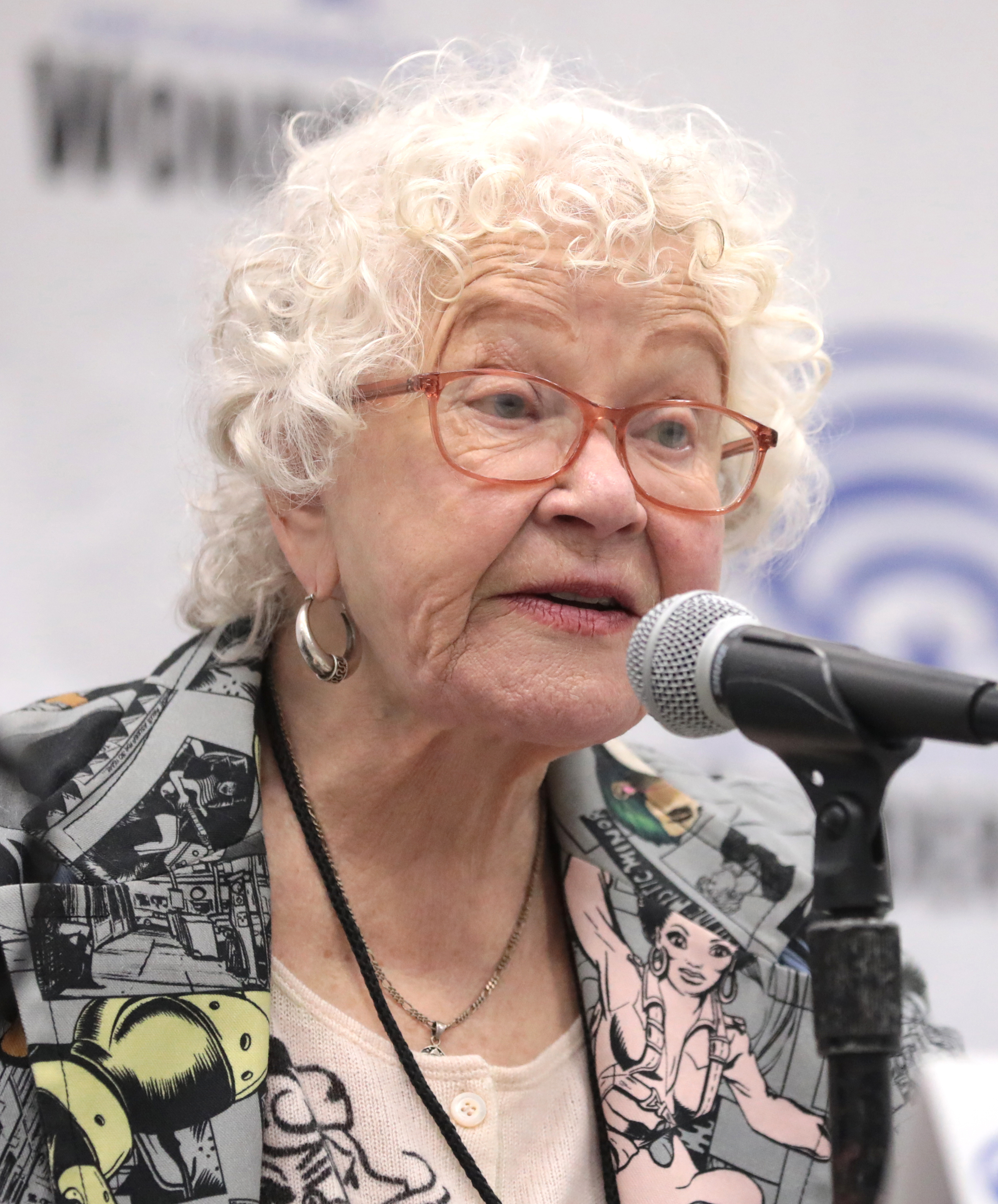
2023年のワンダーコンにおいて。

歴史的に女性向け作品が少なく、女性の作家や読者の存在もあまり認知されていなかった米国のコミック文化に著述活動を通して「女性コミックス」というカテゴリーを打ち立てたことで知られている。フェミニズム思想を背景にしたオルタナティヴ・コミック作家としても先駆的な存在であり、欧米の女性コミックの主流であるフェミニズムあるいはレズビアンの視点を中心とする自伝形式・日記形式の作品の源流に位置している。
1977年サンディエゴ・コミコンに特別ゲストとして参加し、インクポット賞を受けた。1989年のコミコンではビル・シンケビッチとロバート・トリプトーとともに編集したチャリティ・コミック『ストリップ・エイズUSA』で特別業績賞を与えられた。
1992年、ウィスコンシン州のSFコンベンションであるウィスコンにゲスト・オブ・オナーとして迎えられた。
2002年、スペインで刊行されたコミックを表彰するハクスター賞のジョン・ビュッセマ特別賞を受賞した。
2011年、トロントのコフラー・ギャラリーで原画展 Graphic Details: Confessional Comics by Jewish Women が開催された。
2013年7月、サンディエゴ・コミコンにおいてウィル・アイズナー殿堂入りを果たした。
2015年、ウェブメディアCBRが行った女性コミック作家のオールタイムベスト投票で作画部門の25位を占めた。
2016年、ウェブメディアコミックス・アライアンスにより、男性優位のコミック界で顕著な業績を上げた12人の女性コミック作家の一人に挙げられた。
2017年、コミック関連のメディア企業ウィザード・ワールド社からホール・オブ・レジェンズ賞を与えられた。
2020年、ニューヨークのイラストレーター協会による展示 "Women in Comics: Looking Forward, Looking Back" においてロビンス自身の原画や女性漫画家作品のコレクションが展示された。またローマのパラッツォ・メルラーナでも "Women in Comics" として展示された。

## 著作

### コミック
特記がない限り原作・作画を兼任している。

#### 主要作品
- It Ain't Me, Babe Comix（ラスト・ガスプ（英語版）Last Gasp、1970年）— 発起、寄稿
- All Girl Thrills (プリント・ミント（英語版）、1971年）— 編集、寄稿
- Wimmen's Comix（ラスト・ガスプ、ast Gasp、レネゲイド・プレス（英語版）、リップオフ・プレス（英語版）、1972年–1992年) — 発起、寄稿
- Mama! Dramas（エデュコミックス、1978年）— 編集、寄稿
- Dope（イクリプス・コミックス（英語版）、1981年–1983年）— サックス・ローマーによる同題小説のコミック版
- The Silver Metal Lover（クラウン・ブックス（英語版）、1985年）— タニス・リーによる同題小説のコミック版l
- Misty（スター・コミックス、1985年–1986年）— リミテッドシリーズ（号数限定の定期刊行物）
- The Legend of Wonder Woman（DCコミックス、1986年）— リミテッドシリーズ
- California Girls #1–8（イクリプス・コミックス、1987年–1988年）— 原作／作画、バーブ・ラウシュとの共作
- Strip AIDS U.S.A.: A Collection of Cartoon Art to Benefit People With AIDS（ラスト・ガスプ、1988年）— ビル・シンケビッチ、ロバート・トリプトーと共同で編集
- Choices: A Pro-Choice Benefit Comic Anthology for the National Organization for Women（アングリー・アイシス・プレス、1990年）— 編集、寄稿
- Wonder Woman: The Once and Future Story（DCコミックス、1998年）— 原作（作画コリーン・ドラン）
- GoGirl! #1–5（イメージ・コミックス）2000年–2001年）— 原作
- GoGirl! #1–3（ダークホース・コミックス、2002年–2006年）— 原作、#2–3は新作
- Honey West #1, 2, 6, 7（ムーンストーン・ブックス、2010年）— 原作
- Honey West and The Cat #1–2（ムーンストーン・ブックス、2013年）— 原作

#### アンソロジー
- East Village Other（イーストヴィレッジ・アザー、1960年代後半）
- Gothic Blimp Works（イーストヴィレッジ・アザー、1969年）
- Moonchild Comix #3（Nicola Cuti、ムーンチャイルド・プロダクションズ、1970年）[59][60]
- Swift Comics（バンタム・ブックス（英語版）1971)
- Girl Fight Comics #1–2（プリント・ミント、1972年、1974年）
- Tuff Shit Comics（プリント・ミント、1972年）
- Barbarian Comics #4（カリフォルニア・コミックス、1972年）
- Comix Book（英語版）（マーベル・コミックス、キッチンシンク・プレス、1974年–1976年）
- Tits & Clits Comix（英語版） #3（ナニー・ゴート・プロダクションズ、1977年）
- Gates of Eden（ファンタコ・エンタープライズ（英語版）、1982年）
- Good Girls（ワンダフル・パブリッシング・カンパニー、1985年）
- Gay Comics（英語版）#6, #11, #25（ボブ・ロス（英語版）、1985年、1986年、1998年）
- War News（ジム・ミッチェル（英語版）、1991年）— 第1次湾岸戦争への抗議として発刊されたアンダーグラウンド紙[61]
- Alien Apocalypse 2006（フロッグ、2000年）
- 9-11: September 11, 2001 (Artists Respond)（ダークホース、ケイオス、イメージ、2002年）
- The Phantom Chronicles（ムーンストーン・ブックス、2007年）
- Girl Comics（英語版）（マーベル・コミックス、2010年）

### ノンフィクション
- Women and the Comics（キャサリン・アイロンウォードとの共著、エクリプス、1983年）ISBN 0-913035-01-7
- A Century of Women Cartoonists（キッチンシンク、1993年）ISBN 0-87816-206-2
- The Great Women Superheroes（キッチンシンク、1997年）ISBN 0-87816-482-0
- From Girls to Grrrlz: A History of Women’s Comics from Teens to Zines（クロニクル、1999年）ISBN 0-8118-2199-4
- The Great Women Cartoonists（ワトソン＝ガプティル、2001年）ISBN 0-8230-2170-X
- Nell Brinkley and the New Woman in the Early 20th Century（マクファーランド、2001年）ISBN 0-7864-1151-1
- Eternally Bad: Goddesses with Attitude（コーナリ・プレス、2011年）ISBN 1-57324-550-X
- Tender Murderers: Women Who Kill（コーナリ・プレス、2003年）ISBN 1-57324-821-5
- Wild Irish Roses: Tales of Brigits, Kathleens, and Warrior Queens（コーナリ・プレス、2004年）ISBN 1-57324-952-1
- "Girls on Top?"— Comix: The Underground Revolution（デズ・スキン編、コリンズ&ブラウンとサンダーズ・マウス、2004年）収録。ISBN 1-84340-186-X[62]
- The Brinkley Girls: The Best of Nell Brinkley's Cartoons from 1913–1940（ファンタグラフィックス、2009年）ISBN 978-1-56097-970-8 — 序文
- Forbidden City: The Golden Age of Chinese Nightclubs（ハンプトン・プレス、2009年）ISBN 978-1-57273-947-5
- Lily Renée, Escape Artist: From Holocaust Survivor to Comic Book Pioneer（グラフィック・ユニバース（英語版）、2011年）ISBN 978-0761381143
- Pretty In Ink: North American Women Cartoonists 1896–2013（ファンタグラフィックス・ブックス、2013年）ISBN 978-1-60699-669-0
- Babes in Arms: Women in Comics During the Second World War（ハーミズ・プレス（英語版）、2017年）ISBN 978-1-61345-095-6
- Flapper Queens: Women Cartoonists of the Jazz Age（ファンタグラフィックス・ブックス、2020年）ISBN 978-1-68396-323-3